# Dicyrtaspis glyptura
Dicyrtaspis glyptura is een insect dat behoort tot de orde vliesvleugeligen (Hymenoptera) en de familie van de schildwespen (Braconidae). De wetenschappelijke naam van de soort werd voor het eerst geldig gepubliceerd door Carl Gustaf Thomson in 1874.